# Agerskov (Tønder Kommune)
Agerskov anhörenⓘ (deutsch Aggerschau) ist eine Stadt mit 1175 Einwohnern (1. Januar 2025) im Nordwesten der süddänischen Tønder Kommune. Agerskov liegt (Luftlinie) etwa 14 km nordöstlich von Løgumkloster, 15 km nordwestlich von Rødekro und 17 km südwestlich von Vojens im Kirchspiel Agerskov.

## Geschichte
Das Kirchspiel gehörte zur Propstei Tørninglehn im Bistum Ribe und war ab 1580 königliche Enklave und damit bis 1864 nicht Teil des Herzogtums Schleswig. 1867 wurde der Ort der preußischen Provinz Schleswig-Holstein eingegliedert und wurde erst nach der Volksabstimmung in Schleswig 1920 wieder dänisch.
Der in der Region populäre Agerskov Kro zeugt von einer frühen Dorfentwicklung, er besteht schon seit mindestens dem 18. Jahrhundert.

## Kirche
Die Kirche mit dem Patrozinium des heiligen Dionysios liegt östlich des Dorfes im Westen des großen Kirchspiels. Die erste, um 1200 errichtete romanische Granitquaderkirche war um 1300 bereits zu klein, weshalb Chor und Aspis abgerissen wurden. Stattdessen wurde ein fast doppelt so großer Chor aus Backsteinen im Klosterformat errichtet. Gleichzeitig wurde eine Sakristei an der Nordwand des Chores angebaut. Der Chor beinhaltet eines der ältesten gotische Gewölbe in Dänemark. Die zwischenzeitlich übertünchte Ausmalung des Chorbogens aus gotischer Zeit und des Chorgewölbes mit Apostelköpfen in Renaissancestil wurde im 19. Jahrhundert erneuert. Der Turm und das Waffenhaus am Südportal wurden um 1500 angebaut. Die Turmspitze in der typischen Form der Tørninglehn-Kirchen wurde mehrfach erneuert.
Vor der Reformation besaß die Kirche zusätzlich zum Hauptaltar mindestens zwei Nebenaltäre. Reste dieser gotischer Altäre befinden sich in Museen. Ansonsten ist von der mittelalterlichen Kirchenausstattung nur ein gotisches Triumphkreuz erhalten. Der Altaraufsatz von 1587 erhielt 1763 unter König Friedrich IV. neue Gemälde und ist deshalb mit dem Monogramm des Königs gekrönt.

## Verkehr
Am 2. April 1904 wurde in Aggerschau ein Bahnhof an der Bahnstrecke Ustrup–Toftlund errichtet. Diese Strecke wurde 1939 wieder aufgegeben, seitdem gibt es keinen Bahnverkehr mehr. Das Bahnhofsgebäude existiert bis heute.

## Gemeindewappen
Das Wappen der Gemeinde, eine grüne Eiche zwischen zwei einander zugewandten Raben, wurde 1959 offiziell zugeteilt. Die Eiche repräsentiert dabei die Wälder um die Gemeinde, die Raben stammen vom Siegel der Harde Nørre Rangstrup.
Blasonierung: Im silbernen Feld eine grüne Eiche zwischen zwei schwarzen Raben, die mit roten Krallen dem Baum zugewandt sind.

## Personen des Ortes
- Ole Birk Olesen (* 1972), dänischer Politiker und Journalist, wuchs in Agerskov auf.[11]
- Tommy Ahlers (* 1975), dänischer Unternehmer und Politiker (Venstre), stammt aus Agerskov.[9]

## Fotogalerie

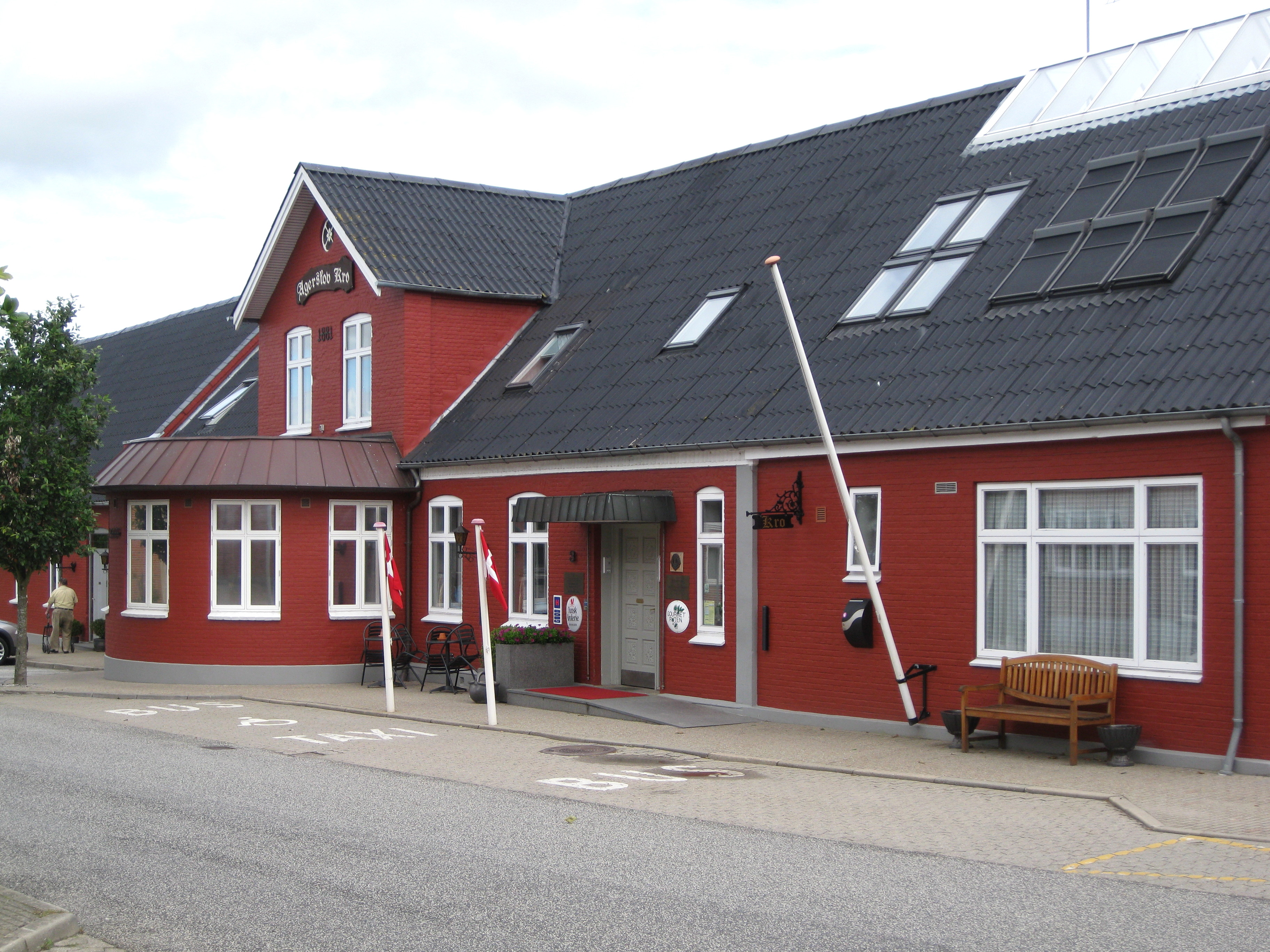
Gasthaus und Hotel Agerskov Kro
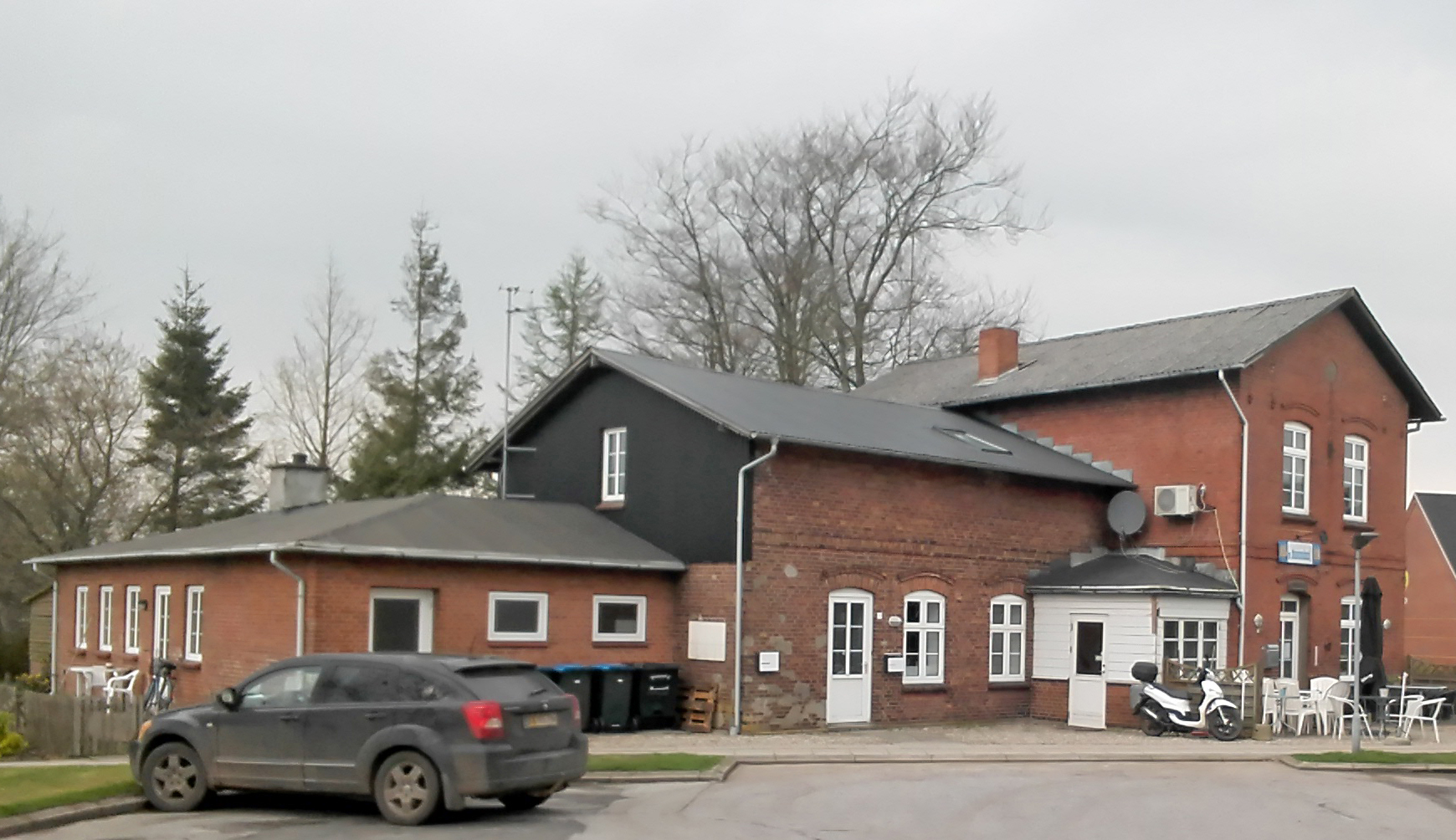
Ehemaliger Bahnhof
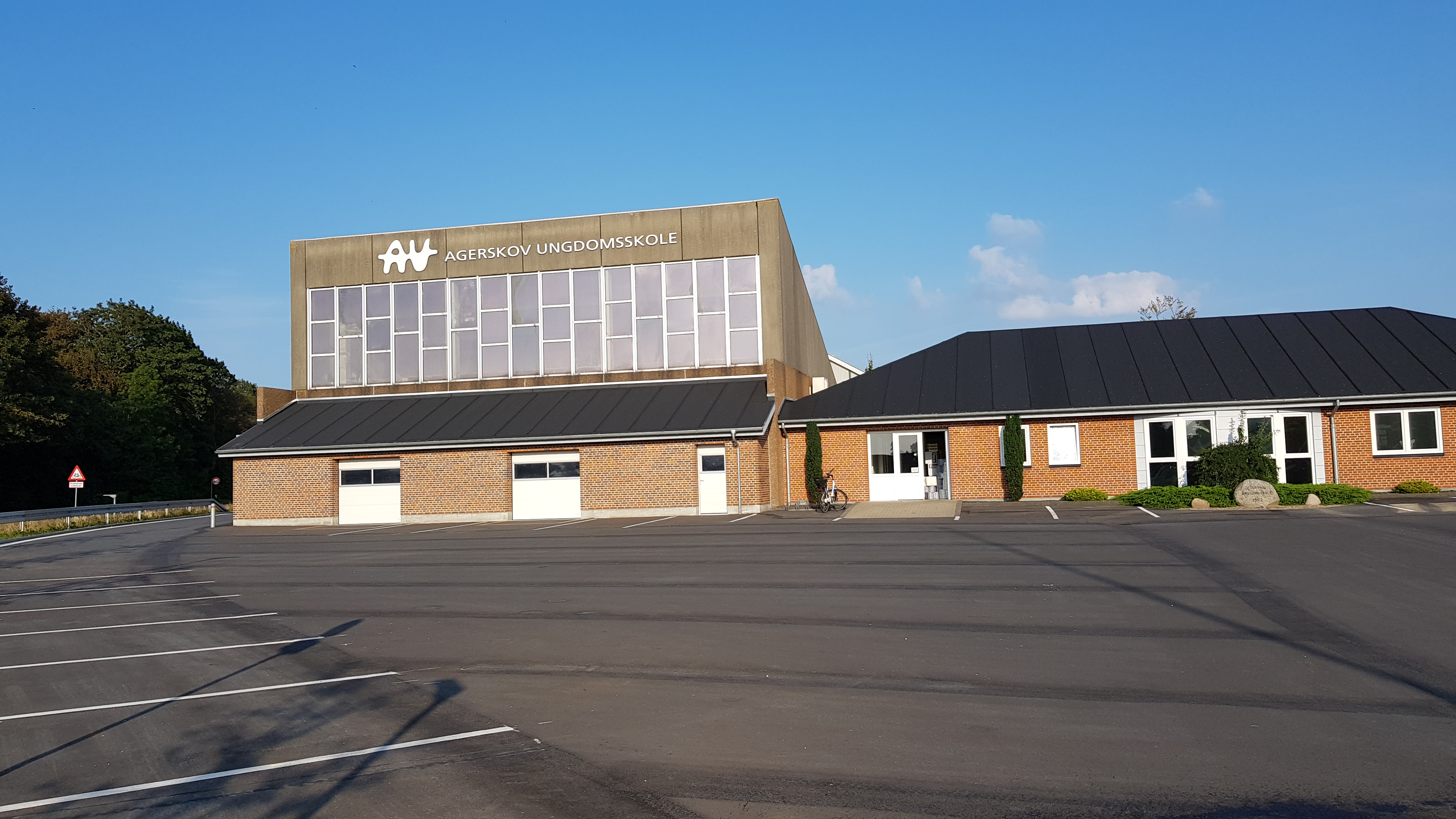
Efterskole / Nachschule
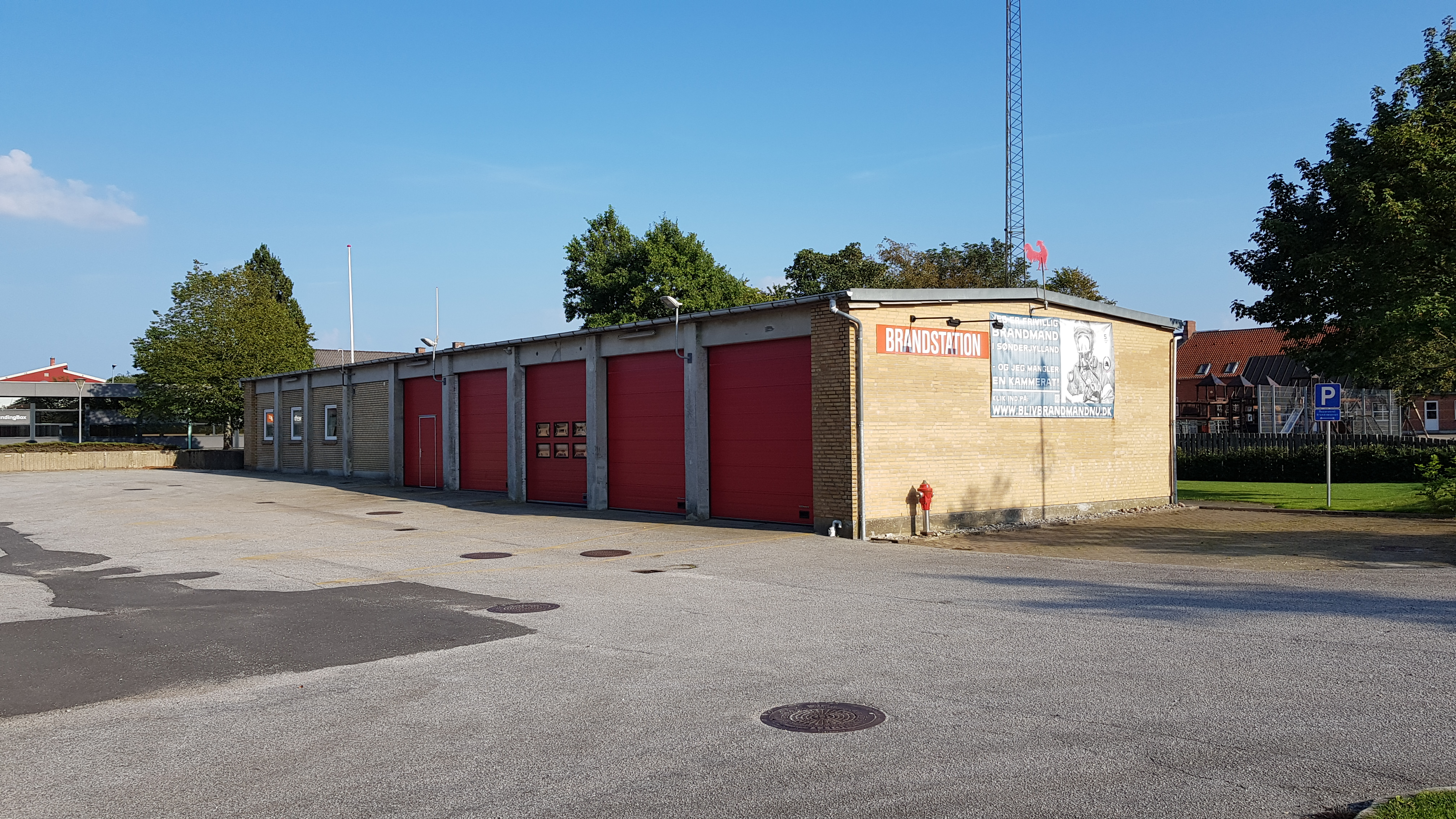
Feuerwehrhaus
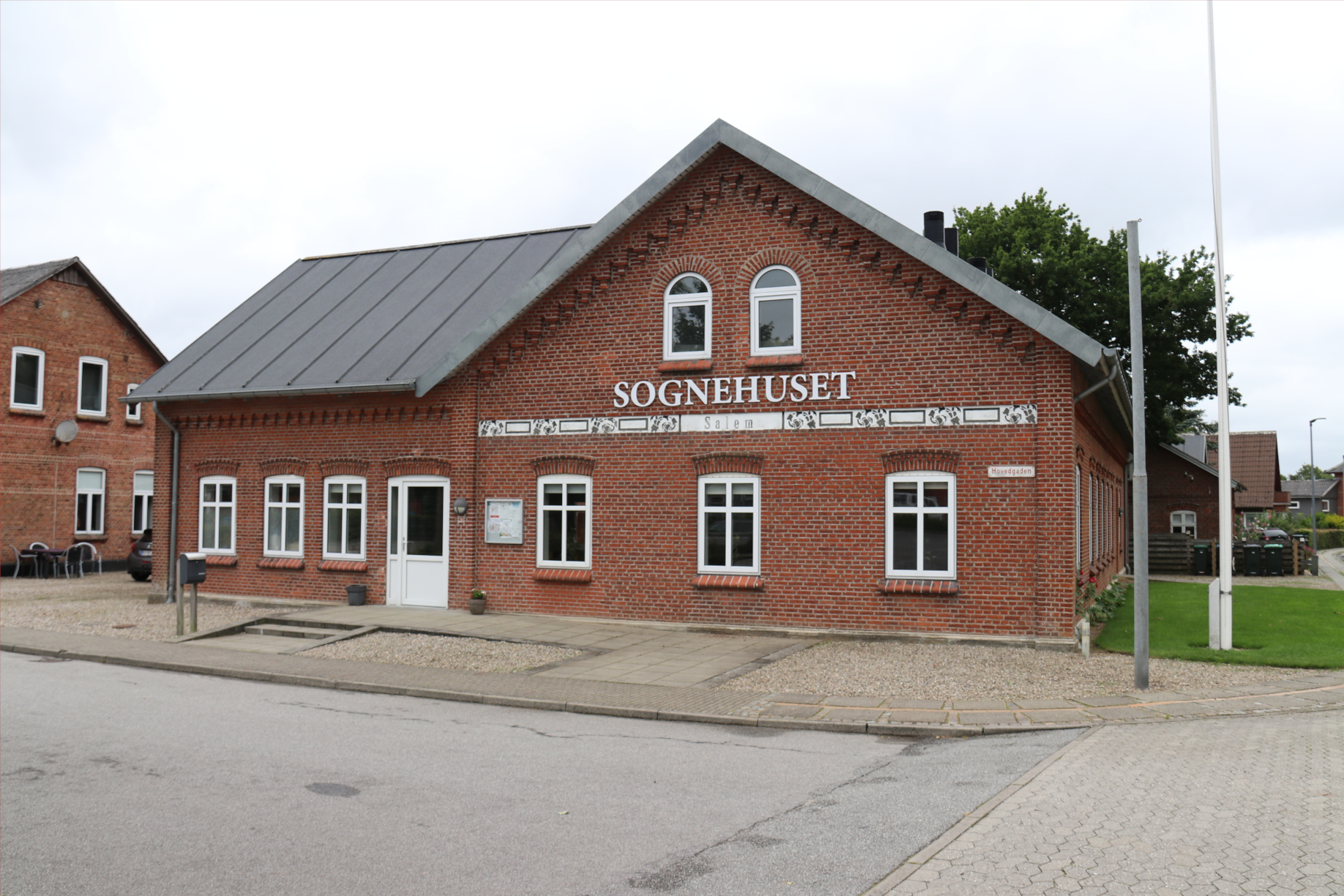
Sognehuset